# Rude Boy
«Rude Boy» (рус. Грубиян) — четвёртый сингл барбадосской певицы Рианны из её четвёртого студийного альбома Rated R (2009).

## О песне
Песня была написана Макебой Риддик совместно с норвежской продюсерской командой Stargate, состоящей из Тора Эрика Хермансена и Миккела Сторлеера Эриксена. Название композиции придумала сама Рианна. Основной бит был написан Робом Свайром из австралийской группы Pendulum, представляя собой сочетание электронной танцевальной музыки и медленных ритмов хип-хопа. Изначально над текстом песни работала американская певицей Эстер Дин, но ей так и удалось закончить композицию, поэтому продюсеры обратились к Макебе Риддик, ранее написавшей для Рианны песню «Live Your Life». Совместными усилиями был написан текст, который попал в финальную версию «Rude Boy».
Изначально никто из авторов не ожидал, что песня станет настолько успешной. Риддик вспоминала, что они с Рианной посмеивались над несерьёзными словами песни. Хермансен и вовсе переживал, что песня не попадёт в альбом, не соответствуя его мрачному настроению. Композиция попала на альбом лишь благодаря настойчивости самой Рианны. Вскоре после выхода сингл оказался на четвёртом месте в американском хит-параде Billboard Hot 100, а затем и вовсе поднялся на первую позицию. Для Риддик это стало настоящим сюрпризом, так как ранее ни одна из написанных её песен не возглавляла национальный чарт. Эриксен также признавался, что не верил, что эта песня станет наиболее популярной со всего альбома.

## Отзывы критиков
В британском ежедневнике The Guardian песню назвали одним из ярких моментов пластинки, наряду с композицией «Hard». Алексис Петридис посчитал, что она позволяет раскрыть стиль певицы — «угрюмый, ледяной, монотонный, уникальный на фоне пантеона ритм-энд-блюзовых див».
На сайте Pitchfork композицию «Rude Boy» назвали одной из самых лёгких на мрачной пластинке. По мнению редактора, этот клубный трек был выдержан в стиле более раннего альбома Рианны Good Girl Gone Bad (2007) и выгодно отличался от прочего «авантюрного» материала c новой пластинки.
Энн Пауэрс (Los Angeles Times) обратила внимание на то, что Рианна представляла собой олицетворение современной карибской поп-сцены, ранее ассоциировавшейся преимущественно с исполнителями-мужчинами. По ей мнению, в песне «Rude Boy» Рианна насмехалась над одним из таких персонажей, задавая ему вопрос: «Этой ночью я позволю тебе быть капитаном. Но справишься ли ты? Достаточно ли ты велик?».
Ник Левайн на сайте Digital Spy назвал «Rude Boy» «поп-жемчужиной с танцевальным уклоном», позволившей Рианне проявить себя как никогда ярко. По его мнению, песня стала самым запоминающимся моментом нового альбома, сочетающим островные корни Рианны, хитовость её пластинки 2007 года и зрелость артистки, недавно прошедшей через «Грэммигейт» — отмену выступления на престижной премии в связи с обвинениями её бойфренда Криса Брауна в насилии.

## Список композиций
Digital download
1. «Rude Boy» — 3:43
2. «Rude Boy» (Instrumental version) — 3:43

## Чарты и сертификации
| Недельные чарты (2010)                      | Недельные чарты (2010) |
| Чарт                                        | Место                  |
| ------------------------------------------- | ---------------------- |
| Австралия (ARIA)                            | 1                      |
| Австрия (Ö3 Austria Top 40)                 | 6                      |
| Бельгия/Фландрия (Ultratop 50)              | 3                      |
| Бельгия/Валлония (Ultratop 50)              | 3                      |
| Канада (Billboard Canadian Hot 100)         | 7                      |
| Brazil (Billboard Hot 100)                  | 5                      |
| Чехия (Rádio — Top 100)                     | 4                      |
| Дания (Tracklisten)                         | 3                      |
| Европа (Billboard European Hot 100 Singles) | 2                      |
| Финляндия (Suomen virallinen lista)         | 7                      |
| Франция (SNEP)                              | 8                      |
| Германия (GfK)                              | 4                      |
| Венгрия (Single Top 40)                     | 3                      |
| Ирландия (IRMA)                             | 3                      |
| Израиль (Media Forest)                      | 1                      |
| Италия (FIMI)                               | 8                      |
| Luxembourg (Billboard)                      | 4                      |
| Нидерланды (Dutch Top 40)                   | 9                      |
| Новая Зеландия (Recorded Music NZ)          | 3                      |
| Норвегия (VG-lista)                         | 3                      |
| Польша (Polish Airplay Top 100)             | 4                      |
| Romania (Romanian Top 100)                  | 1                      |
| Шотландия (OCC Scotland)                    | 3                      |
| Словакия (Rádio — Top 100)                  | 2                      |
| Испания (PROMUSICAE)                        | 10                     |
| Швеция (Sverigetopplistan)                  | 11                     |
| Швейцария (Schweizer Hitparade)             | 5                      |
| Великобритания (OCC UK Hip Hop/R&B)         | 1                      |
| Великобритания (OCC UK Singles)             | 2                      |
| США (Billboard Hot 100)                     | 1                      |
| US Adult Pop Songs (Billboard)              | 32                     |
| США (Billboard Dance Club Songs)            | 1                      |
| US Tropical Songs (Billboard)               | 32                     |
| США (Billboard Hot R&B/Hip-Hop Songs)       | 2                      |
| США (Billboard Pop Airplay)                 | 1                      |

| Годовые чарты (2010)             | Годовые чарты (2010) |
| Чарт                             | Место                |
| -------------------------------- | -------------------- |
| Australian Singles Chart         | 33                   |
| Austrian Singles Chart           | 60                   |
| Belgian Singles Chart (Wallonia) | 27                   |
| Dutch Singles Chart              | 95                   |
| European Hot 100 Singles         | 24                   |
| France (SNEP)                    | 55                   |
| Italian Singles Chart            | 49                   |
| Irish Singles Chart              | 20                   |
| Swiss Singles Chart              | 41                   |
| UK Singles Chart                 | 13                   |
| US Billboard Hot 100             | 15                   |
| US Pop Songs                     | 23                   |
| US Hot Dance Club Songs          | 26                   |

| Сертификации                                              | Сертификации  |           |
| Страна                                                    | Статус        |           |
| --------------------------------------------------------- | ------------- | --------- |
| Австралия                                                 | 2× Платиновый |           |
| Бельгия                                                   | Золотой       |           |
| Дания                                                     | Золотой       |           |
| Италия                                                    | Золотой       |           |
| Международная федерация производителей фонограммШвейцария | Золотой       |           |
| Великобритания (BPI)                                      | 2× Платиновый | 1 200 000 |
| США                                                       | 2× Платиновый |           |